# David Hallyday
David Hallyday (nascido David Michael Benjamin Smet em 14 de Agosto de 1966) é um cantor e compositor francês. Hallyday é filho da cantora francesa Sylvie Vartan e do cantor Johnny Hallyday.

## Discografia
- True Cool
- Rock'n'Heart
- On the road LIVE
- 2000 BBF
- Novacaine
- Un paradis/Un enfer
- Révélation
- Satellite